# Niszczyciele typu G/H
Niszczyciele typów G i H – seria dwudziestu czterech brytyjskich niszczycieli wodowanych w okresie od 1935 do 1939 roku. Służyły w czasie II wojny światowej w Royal Navy, dwa z nich zostały przekazane Royal Canadian Navy a jeden Polskiej Marynarce Wojennej (ORP „Garland”). Siedemnaście z nich zostało utraconych w trakcie działań wojennych. Po wojnie jeden okręt został sprzedany Holandii, a jeden Dominikanie.

## Historia
Okręty typów G i H stanowiły kolejną grupę średniej wielkości niszczycieli, budowanych w Wielkiej Brytanii w końcu lat 20. i w latach 30. XX wieku, określanych zbiorczo jako typy A–I. Stępki pod osiem jednostek typu G położono w 1934 roku, typu H rok później. Podobnie jak we wcześniejszych typach, zbudowano również po jednym liderze dla każdego typu, mocniej uzbrojonym i posiadającym dodatkowe pomieszczenia sztabowe. Dodatkowo sześć opartych na bardzo zbliżonych planach okrętów budowanych w brytyjskich stoczniach na zamówienie brazylijskie zostało po wybuchu wojny zarekwirowanych przez Royal Navy i wcielonych jako typ Havant.
Niszczyciele typów G, H i Havant były budowane w następujących stoczniach: A. Stephen & Sons w Govan, Fairfield w Govan, Thornycroft w Woolston, Yarrow w Scotstown, Vickers Armstrong w Barrow-in-Furness i w Newcastle upon Tyne, Cammell Laird w Birkenhead, Denny w Dumbarton, Scotts w Greenock, Swan Hunter w Wallsend i J. Samuel White w Cowes.
Rozwinięciem typu H i ostatnim ogniwem w linii rozwojowej klasycznych przedwojennych niszczycieli brytyjskich były niszczyciele typu I oraz zbliżone do nich cztery jednostki budowane na zlecenie Turcji. Na projekcie typów G i H oparte zostały także okręty budowane dla flot innych państw: siedem jednostek typu Buenos Aires, wybudowanych przed II wojną światową w stoczniach brytyjskich na zamówienie argentyńskie, brazylijskie okręty typu Acre i greckie „Vasilefs Georgios” i „Vasilissa Olga”, zbudowane w Yarrow w 1939 roku.

## Opis konstrukcji
Jednostki typów G i H miały klasyczną konstrukcję kadłuba z wzniesioną dziobówką i uskokiem na wysokości masztu. Ich wyporność standardowa wynosiła 1340–1350 ton angielskich (ts), pełna 1854–1859 ts, długość całkowita 98,5 m (na konstrukcyjnej linii wodnej 97,5 m, między pionami 95,1 m), szerokość maksymalna 10,1 m, zaś średnie zanurzenie 3,8 m. Napęd stanowiły dwie turbiny parowe systemu Parsonsa, zasilane w parę przez trzy kotły typu Admiralicji, umieszczone w dwóch kotłowniach. Turbiny napędzały dwie śruby. Łączna moc siłowni, wynosząca 34 000 shp, zapewniała okrętom prędkość maksymalną 35,5–36 węzłów.
Uzbrojenie po wejściu do służby składało się z czterech pojedynczych dział QF 4,7 inch Mark IX kal. 120 mm, umieszczonych po dwa na dziobie i rufie w superpozycji, ośmiu przeciwlotniczych wielkokalibrowych karabinów maszynowych Vickers kal. 12,7 mm, dwóch poczwórnych wyrzutni torped kal. 533 mm („Glowworm” miał eksperymentalnie zamontowane wyrzutnie pięciorurowe) oraz miotaczy i zrzutni bomb głębinowych.
Lidery miały piąte działo kal. 120 mm na stanowisku na śródokręciu, dodatkowe pomieszczenia sztabowe w nadbudówce rufowej i bardziej rozbudowane środki łączności. Miały większą o 105 ton wyporność standardową. Z kolei jednostki typu Havant weszły do służby pozbawione jednego rufowego działa artylerii głównej i ze zwiększonym zapasem bomb głębinowych. W trakcie działań wojennych pozostałe w linii okręty były przystosowywane do działań eskortowych przez demontaż jednego lub dwóch stanowisk artylerii głównej oraz jednej wyrzutni torpedowej i instalację w zamian działa przeciwlotniczego kal. 76 mm i wzmocnionego uzbrojenia przeciw okrętom podwodnym. Mało skuteczne wielkokalibrowe karabiny maszynowe były wymieniane na działka Oerlikon kal. 20 mm.

## Okręty

### Typ G
- HMS „Gallant” (H59) – położenie stępki 15 września 1934, wodowanie 26 sierpnia 1935, w służbie od 25 lutego 1936. Stocznia A. Stephen & Sons w Govan. 10 stycznia 1941 roku wszedł na minę w okolicy Pantellerii (65 zabitych i 15 rannych). Poważnie uszkodzony okręt z oderwanym dziobem został przeholowany na Maltę i odstawiony do stoczni. Poważne uszkodzenia odniesione podczas nalotów spowodowały jego skreślenie z listy floty w 1942 roku. Rok później wrak został użyty do zablokowania podejść do wyspy[1].
- HMS „Garland” (H37) – położenie stępki 22 sierpnia 1934, wodowanie 24 października 1935, w służbie od 3 marca 1936. Stocznia Fairfield w Govan. 3 maja 1940 roku (w rocznicę Konstytucji 3 maja) przejęty przez Polską Marynarkę Wojenną, z niezmienioną ze względów kurtuazyjnych nazwą, jako ORP „Garland”. W 1946 roku zwrócony Royal Navy, został w roku następnym sprzedany Holandii, gdzie służył pod nazwą „Marnix” do 1964 roku[2].
- HMS „Gipsy” (H63) – położenie stępki 4 września 1934, wodowanie 7 listopada 1935, w służbie od 22 lutego 1936. Stocznia Fairfield w Govan. Zatopiony na minie w pobliżu Harwich 21 listopada 1939 roku (30 zabitych, w tym dowódca okrętu)[3].
- HMS „Glowworm” (H92) – położenie stępki 15 sierpnia 1934, wodowanie 22 lipca 1935, wejście do służby 22 stycznia 1936. Stocznia Thornycroft w Woolston. Zatopiony 8 kwietnia 1940 roku w starciu z krążownikiem „Admiral Hipper”, po udanej próbie staranowania przeciwnika. Zginęło 111 członków załogi, 39 dostało się do niewoli[4].
- HMS „Grafton” (H89) – położenie stępki 30 sierpnia 1934, wodowanie 18 września 1935, wejście do służby 20 marca 1936. Stocznia Thornycroft w Woolston. Został storpedowany przez U-Boota 29 maja 1940 roku podczas ewakuacji Dunkierki i zatopiony ogniem artyleryjskim przez towarzyszący HMS „Ivanhoe”[5].
- HMS „Grenade” (H86) – położenie stępki 3 października 1934, wodowanie 12 listopada 1935, wejście do służby 28 marca 1936. Stocznia A. Stephen & Sons w Govan. Zbombardowany i zatopiony przez samoloty Luftwaffe podczas ewakuacji Dunkierki 29 maja 1940 roku[6].
- HMS „Greyhound” (H06) – położenie stępki 20 września 1934, wodowanie 15 sierpnia 1935, w służbie od 1 lutego 1936. Stocznia Vickers Armstrong. Zatopiony przez niemieckie bombowce nurkujące 22 maja 1941 roku, podczas bitwy o Kretę[7].
- HMS „Griffin”(inne języki) (H31) – położenie stępki 30 września 1934, wodowanie 15 sierpnia 1935, w służbie od 6 marca 1936. Stocznia Vickers Armstrong. 1 marca 1943 roku przekazany Royal Canadian Navy, od 10 kwietnia tegoż roku jako HMCS „Ottawa” (drugi o tej nazwie niszczyciel w służbie kanadyjskiej w czasie II wojny światowej). Pozostawał w linii do zakończenia działań wojennych, złomowany w 1946 roku[8].

### Typ H
- HMS „Hasty” (H24) – położenie stępki 15 kwietnia 1935, wodowanie 5 Maja 1936, wejście do służby 11 listopada 1936. Stocznia Denny w Dumbarton. Po storpedowaniu przez niemiecki Schnellboot S-55 podczas eskortowania konwoju na zachód od Krety zatopiony 15 czerwca 1942 roku przez bliźniaczy HMS „Hotspur” (13 ofiar śmiertelnych)[9].
- HMS „Havock” (H43) – położenie stępki 15 maja 1935, wodowanie 7 lipca 1936, wejście do służby 18 stycznia 1937. Stocznia Denny w Dumbarton. Zniszczony 6 kwietnia 1942 roku przez własną załogę po wejściu na mieliznę u wybrzeży Tunezji[10].
- HMS „Hereward” (H93) – położenie stępki 28 lutego 1935, wodowanie 19 marca 1936, w służbie od 9 grudnia 1936. Stocznia Vickers Armstrong w Walker, Newcastle upon Tyne. Zatopiony przez niemieckie bombowce 29 maja 1941 roku, podczas ewakuacji wojsk z Krety. Zginęło 76 członków załogi, a 89 dostało się do niewoli[11].
- HMS „Hero” (H99) – położenie stępki 28 lutego 1935, wodowanie 10 marca 1936, wejście do służby 21 października 1936. Stocznia Vickers Armstrong w Walker, Newcastle upon Tyne. 15 listopada 1943 roku przekazany Royal Canadian Navy i przemianowany na HMCS „Chaudière”. Po zakończeniu II wojny światowej wycofany z linii i sprzedany na złom[12].
- HMS „Hostile” (H55) – położenie stępki 27 lutego 1935, wodowanie 24 stycznia 1936, w służbie od 10 września 1936. Stocznia Scotts w Greenock. 23 sierpnia 1940 roku wszedł na minę w pobliżu przylądka Bon w Tunezji (5 zabitych) i po ewakuacji załogi został zatopiony przez HMS „Hero”[13].
- HMS „Hotspur” (H01) – położenie stępki 27 lutego 1935, wodowanie 23 marca 1936, wejście do służby 29 grudnia 1936. Stocznia Scotts w Greenock. Po zakończeniu wojny został przesunięty do zadań treningowych i w listopadzie 1948 roku sprzedany marynarce Dominikany. Służył pod nazwą „Trujillo” a później „Duarte” aż do lat 70. XX wieku[14].
- HMS „Hunter” (H35) – położenie stępki 27 marca 1935, wodowanie 25 lutego 1936, w służbie od 30 sierpnia 1936. Stocznia Swan Hunter. Zatopiony 10 kwietnia 1940 roku podczas pierwszej bitwy pod Narwikiem. Zginęło 107 członków załogi, a pięciu kolejnych zmarło od odniesionych ran w ciągu następnych dni[15].
- HMS „Hyperion” (H97) – położenie stępki 26 marca 1935, wodowanie 8 kwietnia 1936, w służbie od 3 grudnia 1936. Stocznia Swan Hunter. 22 grudnia 1940 roku, po wejściu na minę (2 zabitych), został zatopiony przez niszczyciel HMS „Janus”[16].

### Lidery flotylli typów G i H
- HMS „Grenville” (H03) – położenie stępki 29 września 1934, wodowanie 15 sierpnia 1935, wejście do służby 1 lipca 1936. Stocznia Yarrow w Scotstown. 18 stycznia 1940 roku wszedł na minę u wybrzeży Kentu i zatonął następnego dnia z 77 członkami załogi[17].
- HMS „Hardy” (H87) – położenie stępki 30 maja 1935, wodowanie 7 kwietnia 1936, w służbie od 11 grudnia 1936. Stocznia Cammell Laird(inne języki) w Birkenhead. W czasie pierwszej bitwy pod Narwikiem 10 kwietnia 1940 roku został uszkodzony ogniem artyleryjskim niemieckich niszczycieli i płonąc został wyrzucony na brzeg Ofotfjordu[18].

### Okręty budowane dla Brazylii
- HMS „Harvester” (H19) – położenie stępki jako „Jurura” 3 czerwca 1938, wodowanie 29 września 1939, w służbie od 23 maja 1940. Stocznia Vickers Armstrong w Barrow-in-Furness. Początkowo miał nazywać się HMS „Handy”, ale zmieniono mu nazwę ze względu na możliwość pomyłki z HMS „Hardy”. 11 marca 1943 roku walcząc w obronie konwoju HX 228 staranował U-444 (zatopiony później przez inny okręt eskorty), odnosząc poważne uszkodzenia. Unieruchomiony okręt został storpedowany przez U-432 i zatonął z poważnymi stratami wśród załogi (146 zabitych)[19].
- HMS „Havant” (H32) – położenie stępki jako „Javary” 30 marca 1938, wodowanie 17 lipca 1939. 5 września 1939 przejęty przez Royal Navy, wszedł do służby 19 grudnia 1939. Stocznia J. Samuel White. 1 czerwca 1940 roku poważnie uszkodzony przez niemieckie lotnictwo podczas ewakuacji Dunkierki i zatopiony ogniem artyleryjskim trałowca HMS „Saltash”[20].
- HMS „Havelock” (H88) – położenie stępki jako „Jutahy” 31 maja 1938, wodowanie po przejęciu przez Wielką Brytanię 16 października 1939, w służbie od 10 lutego 1940. Stocznia J. Samuel White. Po zakończeniu wojny służył jako okręt-cel do 1946 roku, kiedy został sprzedany na złom[21].
- HMS „Hesperus” (H57) – położenie stępki jako „Juruena” 6 lipca 1938, wodowanie 1 sierpnia 1939. Po przejęciu przez Royal Navy został nazwany HMS „Hearty” i wszedł do służby 15 stycznia 1940 roku. Stocznia Thornycroft. 27 lutego 1940 roku, dla uniknięcia pomyłek z HMS „Hardy” otrzymał nową nazwę HMS „Hesperus”. Po zakończeniu wojny wykorzystywany jako okręt-cel dla lotnictwa, został złomowany w 1947 roku[22].
- HMS „Highlander”(inne języki) (H44) – położenie stępki 28 września 1938 jako „Jaguaribe”, wodowanie po przejęciu przez Royal Navy 17 października 1939, w służbie od 18 marca 1940. Stocznia Thornycroft. Po zakończeniu wojny używany jako okręt-cel i złomowany w 1947 roku[23].
- HMS „Hurricane”(inne języki) (H06) – położenie stępki 3 czerwca 1938 jako „Japarua”, po przejęciu przez Wielką Brytanię zwodowany 29 września 1939, ukończenie budowy 3 maja 1940. Stocznia Vickers Armstrong w Barrow-in-Furness. Wcielony do Royal Navy 21 czerwca 1940 roku, odniósł poważne uszkodzenia po trafieniu bombą w trakcie nalotu niemieckiego na Liverpool w nocy z 7 na 8 maja 1941 roku. Do służby powrócił dopiero na początku 1942 roku. 23 grudnia 1943 roku został trafiony torpedą akustyczną przez U-415 (3 zabitych) i następnego dnia zatopiony przez HMS „Watchman”[24].